# Abbaye de Rangéval
L'abbaye de Rangéval ou abbaye Sainte-Marie-Madeleine de Rengéval est une ancienne abbaye située sur le territoire de la commune de Geville dans la Meuse, sur la route de Boucq.

## Histoire
L'abbaye de Rangéval est une abbaye de Prémontrés, fondée au XIIe siècle par Hadwige, femme de Thierry d'Apremont, de l'ordre des Prémontrés. Elle reçut des confirmations pontificales en 1179 et en 1186. L'abbaye s'enorgueillissait de posséder des reliques insignes parmi lesquelles les langes de l'Enfant-Jésus, le chef de l'apôtre saint Matthieu, un cilice de sainte Marie Madeleine et des ossements de saint Christophe.
Elle est établie dans un vallon, au pied des côtes de Meuse, sur la route de Commercy à Toul. Elle était placée sous le double patronage de Notre-Dame et de sainte Madeleine.
L'église abbatiale fut démantelée à la Révolution. La Révolution supprima l'abbaye de Rangéval et vendit tous ses biens (1791), entre autres la chapelle de Jévaux, qui fut démolie. Mais l'abbaye conserve toujours son demi-cloître ainsi qu'un logis classique.
En 1726, le père Charles Louis Hugo, abbé prémontré de l'abbaye Saint Pierre d'Etival (Vosges) séjourna dans l'abbaye du 24 janvier au 13 juillet, en "exil" sur ordre du duc de Lorraine Léopold 1er, à la suite d'un différend avec l'évêque de Toul Scipion-Jérôme Bégon. Il y fut accuelli chaleureusement par l'abbé Habert.
Au tournant des XXe et XXIe siècles, l'abbaye est une propriété privée.

## Architecture
Les bâtiments actuels datent du début du XVIIIe siècle et sont un exemple d'architecture classique. En 1729, l'architecte Nicolas Pierson supervisa le début de la reconstruction de Rangéval : église, bâtiment conventuel et logis abbatial (deux ailes en équerre, cloître voûté d'ogives, salle capitulaire à colonnes corinthiennes, sacristie à deux nefs voûtées en étoile, réfectoire à voûtes d'ogives en arc brisé, grand escalier à colonnes ioniques, cheminées), murs d'enceinte, communs. L'abbaye a été classée monument historique par arrêté du 12 juillet 1965.
Il est possible de la visiter lors des journées du patrimoine, ainsi que lors des journées "Rendez-vous aux jardins".

## Voir aussi

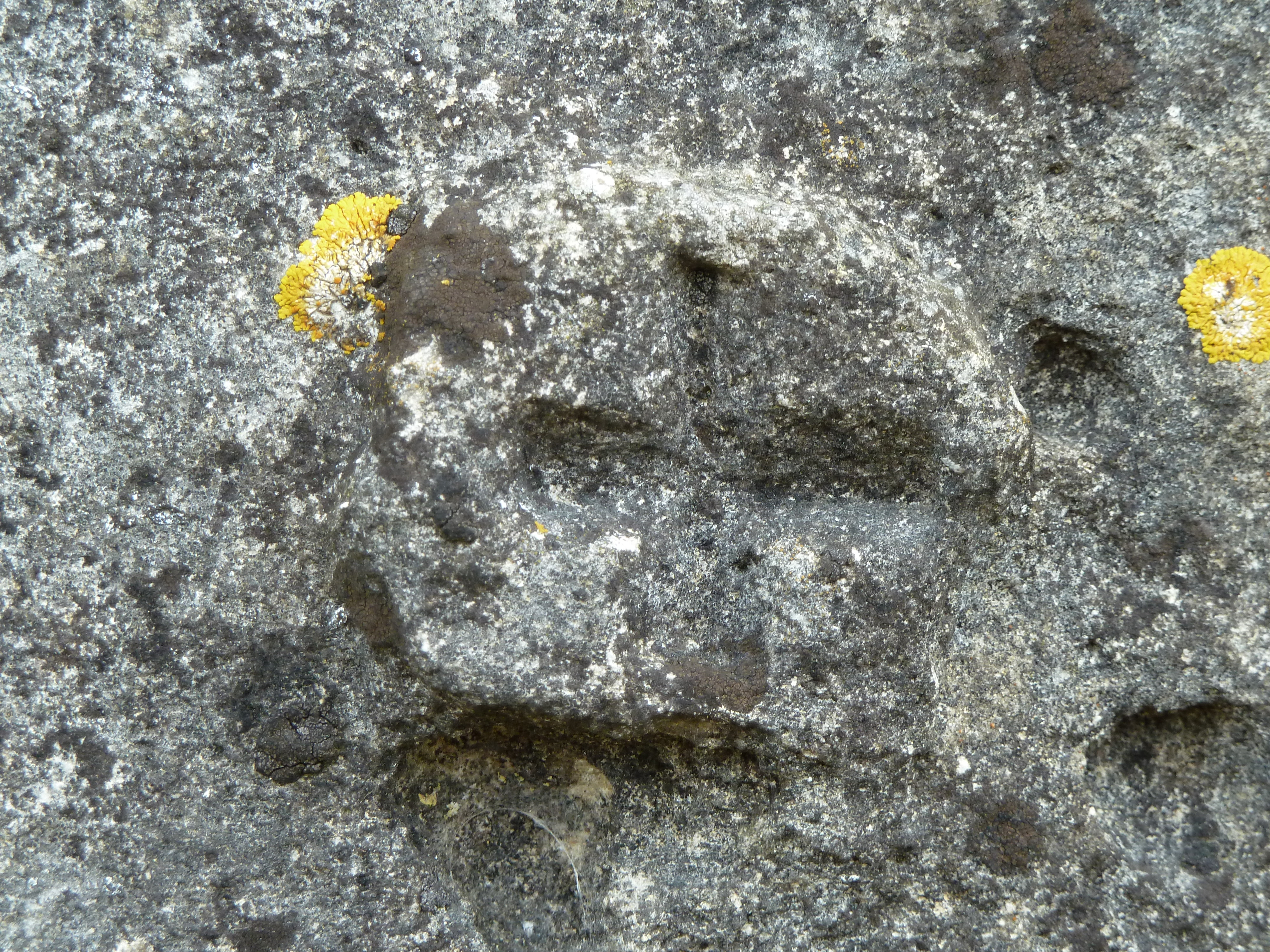
Petite croix sur le mur d'enceinte.
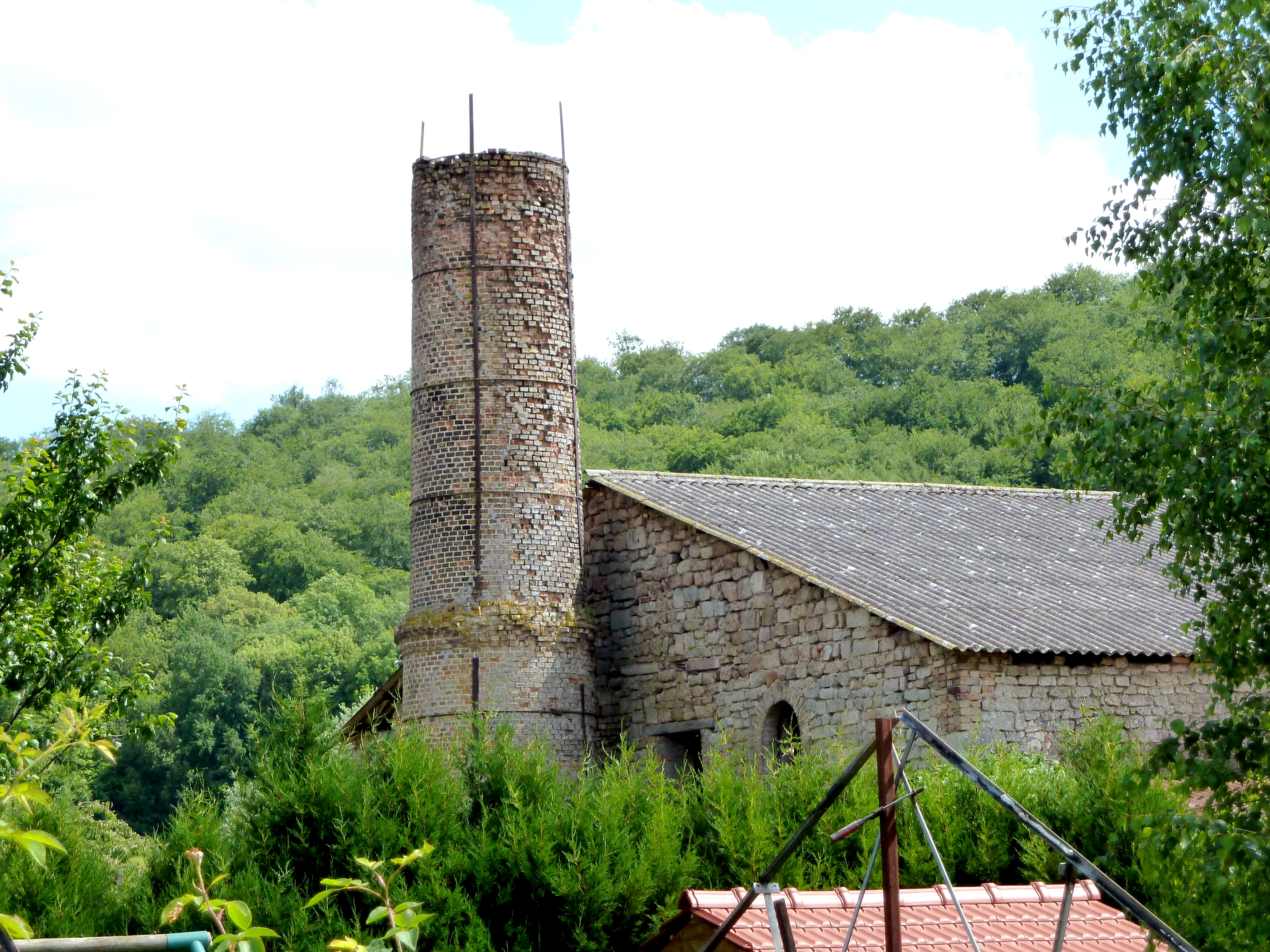
La tuilerie de Rangéval.
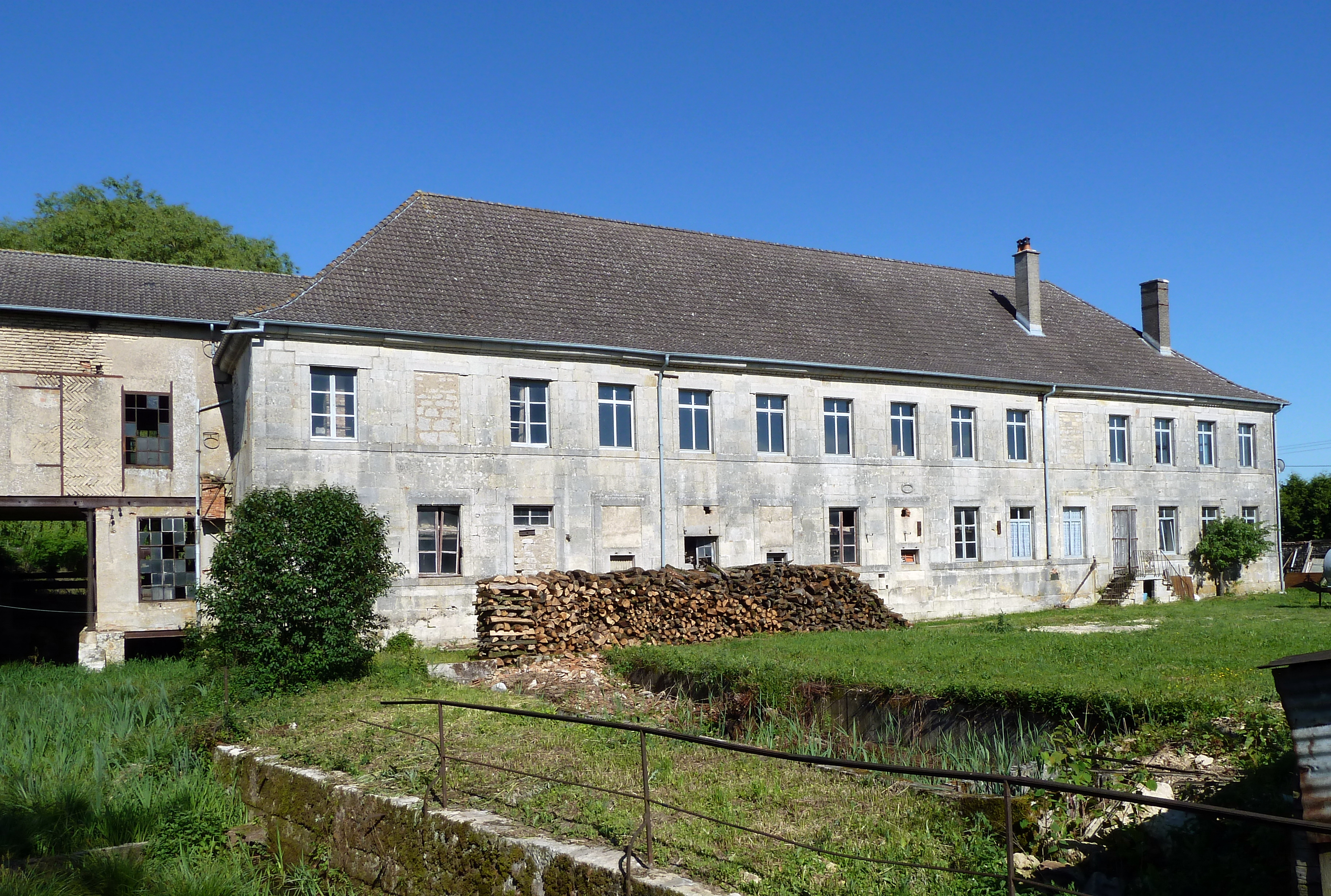
La Malterie à Euville.